# Gymnanthes
Gymnanthes é um género botânico pertencente à família Euphorbiaceae.
Plantas distribuidas na área pantropical.

## Sinonímia
- Adenogyne Klotzsch
- Ateramnus P.Browne

## Espécies
Composto por 57 espécies:
| - Gymnanthes actinostemoides - Gymnanthes albicans - Gymnanthes angustifolia - Gymnanthes bahiensis - Gymnanthes belizensis - Gymnanthes borneensis - Gymnanthes brachyclada - Gymnanthes brachypoda - Gymnanthes brasiliensis - Gymnanthes brevifolia - Gymnanthes concolor - Gymnanthes discolor - Gymnanthes dressleri - Gymnanthes elliptica - Gymnanthes farinosa - Gymnanthes gaudichaudii - Gymnanthes glabrata - Gymnanthes glandulosa - Gymnanthes granatensis | - Gymnanthes guatemalensis - Gymnanthes guyanensis - Gymnanthes hypoleuca - Gymnanthes inopinata - Gymnanthes insolita - Gymnanthes integra - Gymnanthes jacobinensis - Gymnanthes jamaicensis - Gymnanthes klotzschiana - Gymnanthes ligustrina - Gymnanthes longipes - Gymnanthes lucida - Gymnanthes macrocarpa - Gymnanthes marginata - Gymnanthes multiramea - Gymnanthes nervosa - Gymnanthes obtusa - Gymnanthes pachystachya - Gymnanthes pachystachys | - Gymnanthes pallens - Gymnanthes pavoniana - Gymnanthes polyandra - Gymnanthes pringlei - Gymnanthes pteroclada - Gymnanthes recurva - Gymnanthes remota - Gymnanthes rigida - Gymnanthes riparia - Gymnanthes schlechtendaliana - Gymnanthes schomburgkii - Gymnanthes schottiana - Gymnanthes serrata - Gymnanthes stipulacea - Gymnanthes texana - Gymnanthes treculiana - Gymnanthes trinervia - Gymnanthes widgreni - Gymnanthes ypanemensis |

## Nome e referências
Gymnanthes Sw.